# Carme de Vinyals i de Font
Carme de Vinyals i de Font   (Flaçà, 1888 - Girona, 8 de març de 1943) fou una de les primeres representants de la Secció Femenina de la Lliga Regionalista. Filla de l'hisendat Josep de Vinyals i de Dolors de Font, era la petita de cinc germans. La seva família eren terratinents de Flaçà i tenien casa a la plaça Bell-lloc, de Girona. Vinyals va rebre una formació avançada i va assistir a diferents esdeveniments socials i culturals de Barcelona.
El 1918 es va casar amb Santiago Masó i Valentí, esdeveniment que va motivar la compra d'una casa annexa a la casa pairal de la nissaga Masó al carrer Ballesteries de Girona per tal d'ampliar l'edifici. L'arribada de Vinyals va comportar la introducció de noves peces de vestir com els vanos, els barrets, els vestits de festa i les joies. De fet, la primera fotografia conservada de Vinyals, la del seu casament, s'ha considerat trencadora dels esquemes senyorials dominants a l'època. Alhora, la seva entrada va comportar un ennobliment de les estances que marcava un contrapès amb les línies noucentistes de la casa i que s'ha conservat en el mobiliari, la vaixella i en objectes de plata gravats amb les inicials CV.
Carme de Vinyals va col·laborar amb la Junta de la Biblioteca Popular per a la Dona de Girona des dels primers anys de la institució, i va ser membre de la Secció Femenina de la Lliga Regionalista. En l'assemblea del partit del 3, 4 i 5 de febrer de 1933, va ser la representant gironina de la secció, juntament amb Joaquima Heras de Puig. Les dues van ser proposades pel president del Centre Catalanista de Girona Agustí Riera i Pau per ocupar una posició en la candidatura del partit per a les eleccions municipals de 1934, encara que van declinar la invitació.
Arran de la guerra civil, el 10 de juliol de 1937 el matrimoni va haver de fugir per la seva implicació política en direcció a Marsella, des d'on van retornar a l'Espanya nacional i es van establir a Sant Sebastià. En les cartes que s'enviaven amb la família, signaven com a dues tietes solteres amb els noms de Florentina i Eulàlia per no aixecar sospites. Després de la guerra, van retornar a Girona.
Carme de Vinyals va morir el març de 1943 després de patir una greu malaltia a l'edat de 54 anys. El matrimoni no va tenir descendència.

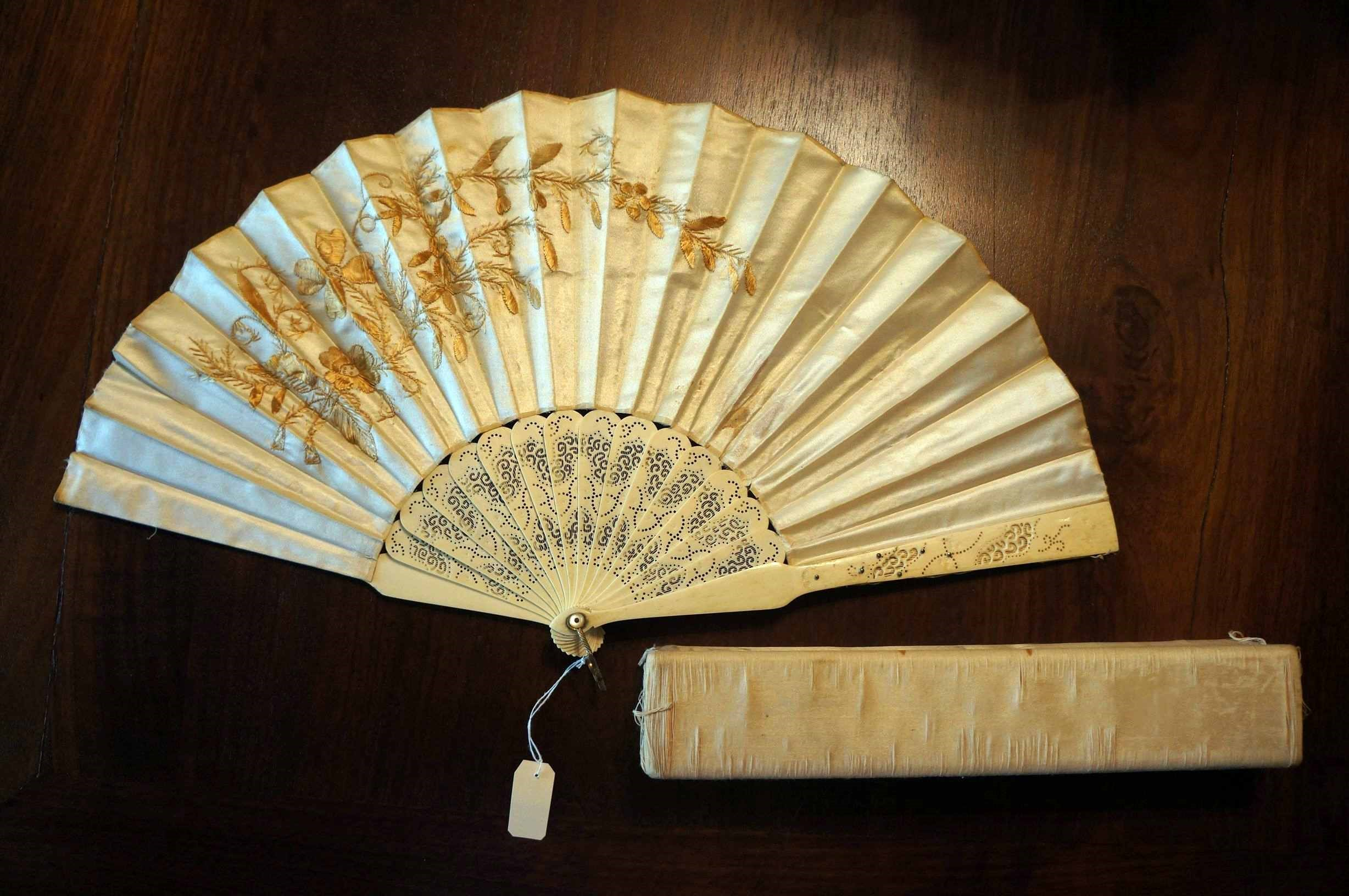
Vano estrenat per Carme de Vinyals en el casament amb Santiago Masó.
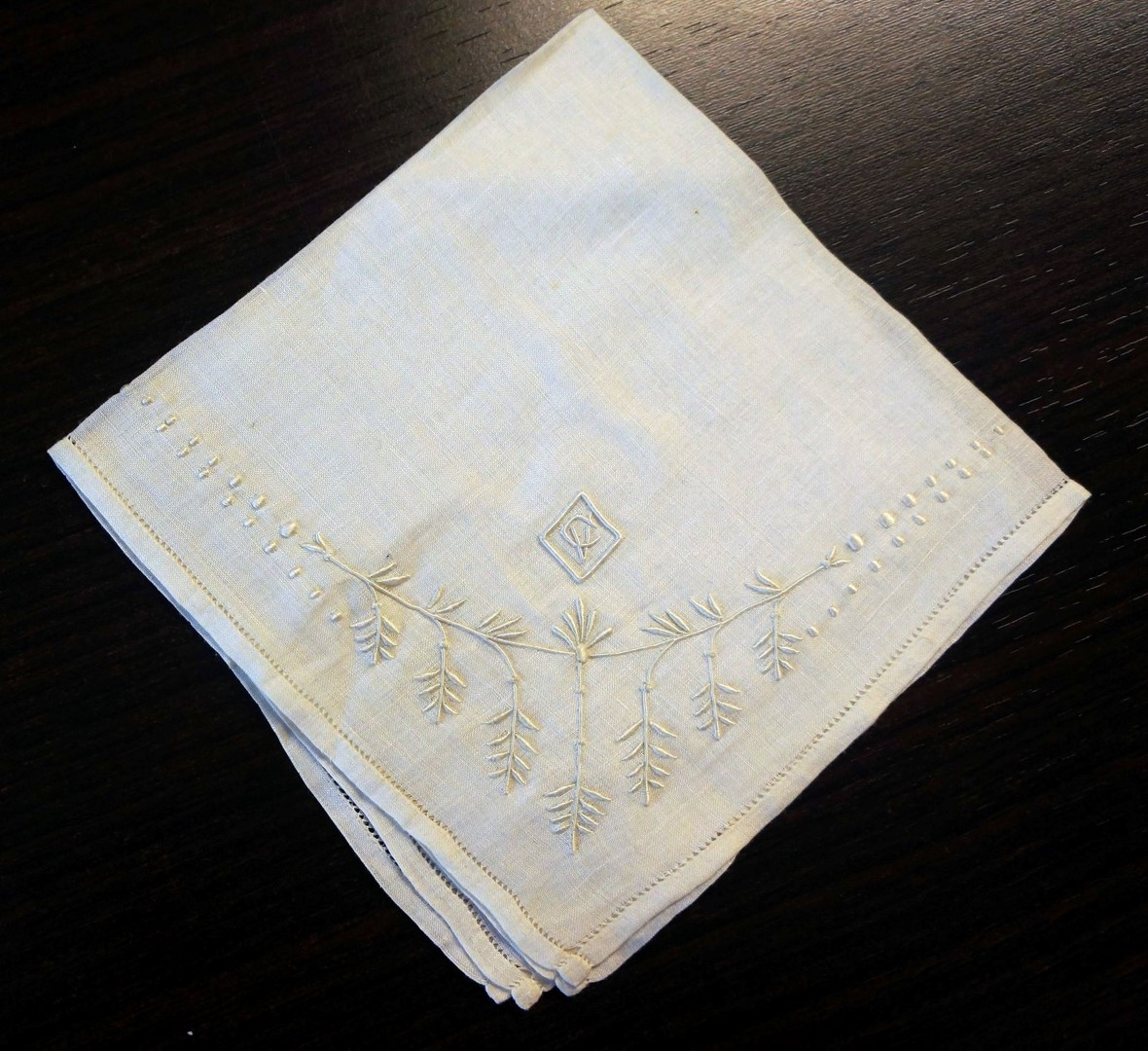
Mocador amb les inicials CV
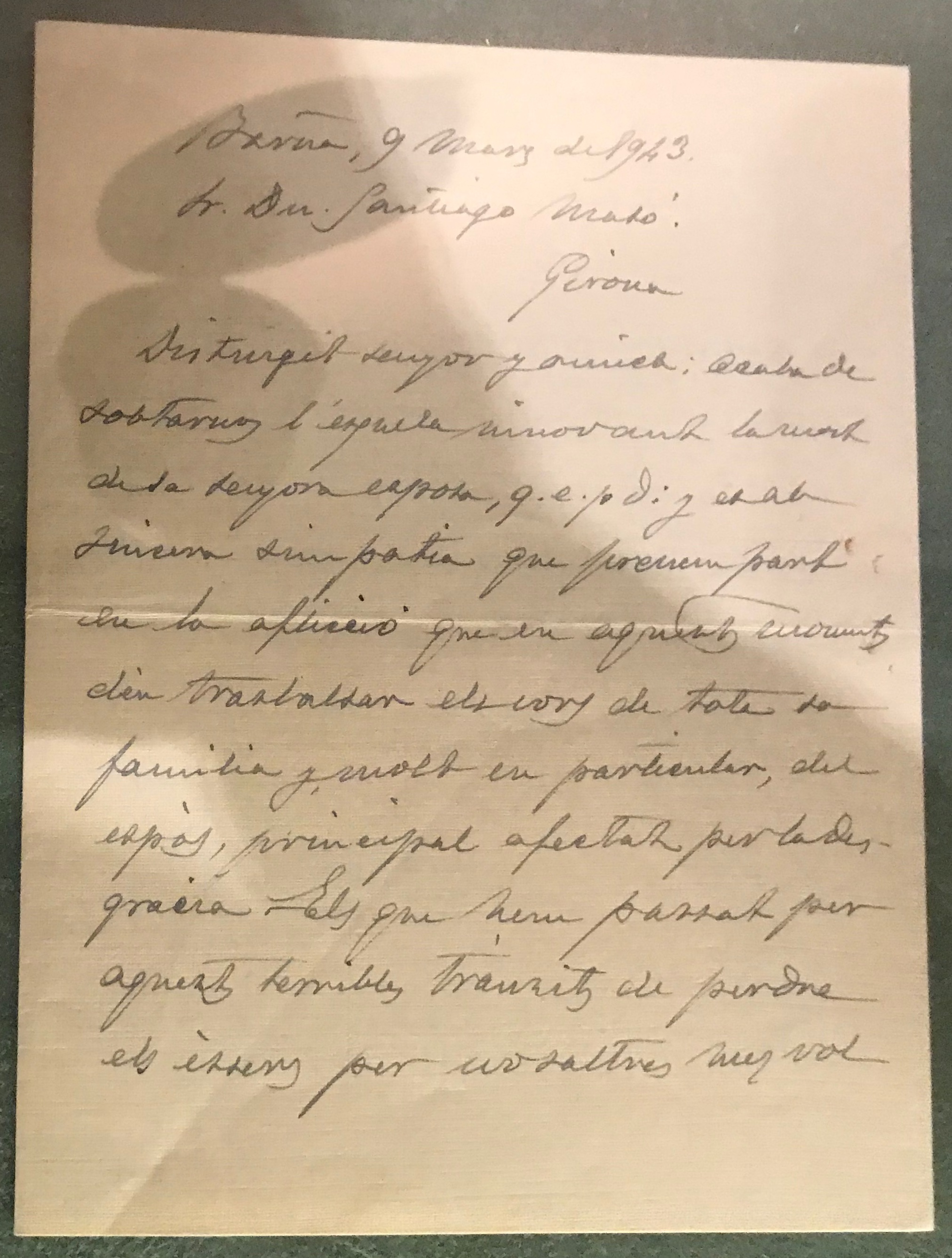
Carta de condol de Caterina Albert a Masó per la mort de Vinyals, a l'exposició Elles també hi eren.